# تسکابن
تسکابن ، روستایی از توابع بخش مرکزی شهرستان آمل در استان مازندران در ایران است.

## جمعیت
این روستا در دهستان بالاخیابان لیتکوه قرار داشته و براساس آخرین سرشماری مرکز آمار ایران که در سال ۱۳۹۰ صورت گرفته، جمعیت آن ۶۳۷نفر (۱۶۹خانوار) بوده‌است.

## شهدای محل
1. شهید لطف‌الله اصغری
2. شهید حسن خجسته
3. شهید یوسف شالیکار
4. شهید حسین ملک شاهدخت
5. شهید محمد یوسفی